# Echyra perroti
Echyra perroti är en skalbaggsart som beskrevs av Marc Lacroix 1997. Echyra perroti ingår i släktet Echyra och familjen Melolonthidae. Inga underarter finns listade i Catalogue of Life.